# جون س. هوليستر
جون س. هوليستر (بالإنجليزية: John C. Hollister)‏ هو عسكري أمريكي، ولد في 2 يونيو 1818 في مانشستر في الولايات المتحدة، وتوفي في 29 أغسطس 1903 في نيو هيفن في الولايات المتحدة.